# 강성우 (2005년)
강성우(2005년 4월 12일 ~ )은 KBO 리그 롯데 자이언츠의 내야수이다.

## 롯데 자이언츠시절
2024년에 입단하였다. 2024년 5월 19일 두산 베어스와의 경기에 첫 출전해 데뷔 첫 안타를 기록하였다.

## 출신 학교
- 대전유천초등학교
- 한밭중학교
- 청주고등학교